# Villa Stephanus (1870)

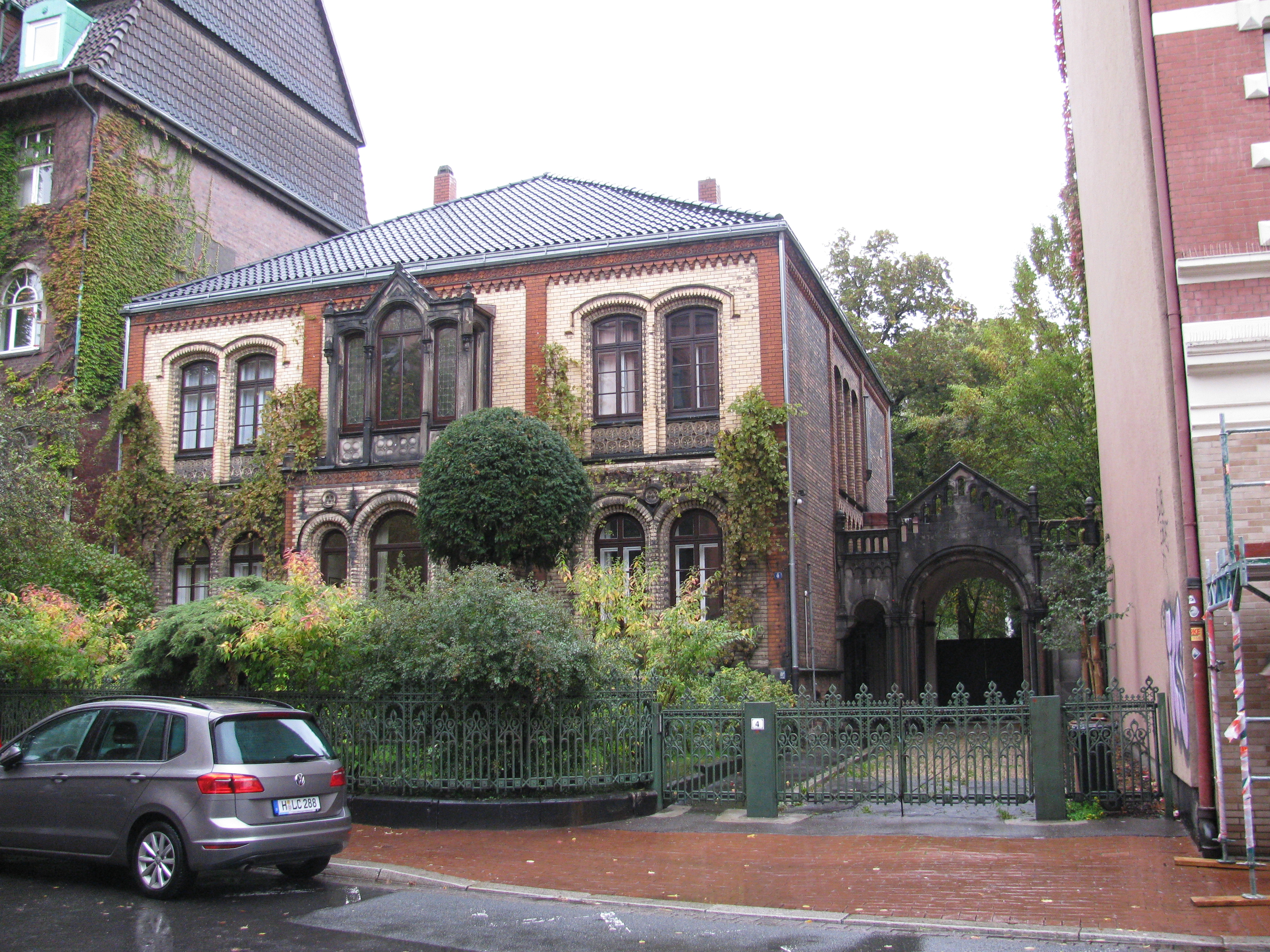
Villa Hermann Stephanus

Die Villa Stephanus ist eine um 1865–70 für den Ziegeleibesitzer Hermann Stephanus errichtete Villa im späteren hannoverschen Stadtteil Linden-Mitte, Davenstedter Straße 4. Sie stammt aus der Zeit vor der Gründung des Lindener Markts, der seit 1896 hier abgehalten wurde, und steht unter Denkmalschutz.

## Lage
Die Villa an der Grenze zwischen Lindener Marktplatz und Davenstedter Straße prägt in ihrer Gestaltung und Anordnung den Platz entscheidend mit.
Etwas bedrängt wird die zierliche Villa Stephanus durch die benachbarte großstädtische Mehrfamilienwohnhaus-Bebauung. Im Osten steht das Eckhaus zur Stephanusstraße, im Westen das nach Plänen von K. Conradi 1912–1913 erbaute zweispännige Haus Davenstedter Straße 6 (ebenfalls unter Denkmalschutz) mit monumentaler Klinkerfassade, das eines der letzten Bauernhäuser in diesem Bereich ersetzte und sich durch Größe und Gestaltung aus seiner Umgebung heraushebt.
Die Villa liegt an ihrer Rückseite benachbart zu der größeren Villa Stephanus aus dem Jahr 1900 für Richard Stephanus.

## Baubeschreibung
Möglicherweise plante der Architekt Hermann Hunaeus die Villa Stephanus.
Der zweigeschossige, gelbe Ziegelbau weist eine in Rot ausgeführte Gliederung auf und ist mit Dekorplatten sowie Sandsteinteilen bestückt. Dem quadratischen Grundriss sind schmückende Vorbauten vorgesetzt, nach oben wird die Villa von einem flachen Pyramidendach begrenzt.
Eine seitlich angebaute Auffahrt mit Sandsteinverblendung und Marmorsäulen unterstreicht den repräsentativen Habitus der romanisierenden Architektur.